# Елемер Кочиш
Елемер Кочиш (26. фебруар 1910. — 6. октобар 1981) је био румунски фудбалски нападач и тренер.

## Каријера
Током каријере уписао је дванаест наступа и пет голова за румунску репрезентацију. Каријеру у клупском фудбалу провео је у Салонти, Орадеји и у Плојести.